# Mindener Bürger-Tambourkorps
Das Mindener Bürger-Tambourkorps e. V. ist ein preußischer Traditions-Spielmannszug aus der ostwestfälischen Stadt Minden in Nordrhein-Westfalen.
Das Tambourkorps gilt als ältestes noch aktives Tambourkorps der Bundesrepublik Deutschland und ist durch eine über 300-jährige Geschichte mit dem Mindener Bürgerbataillon verbunden.

## Geschichte

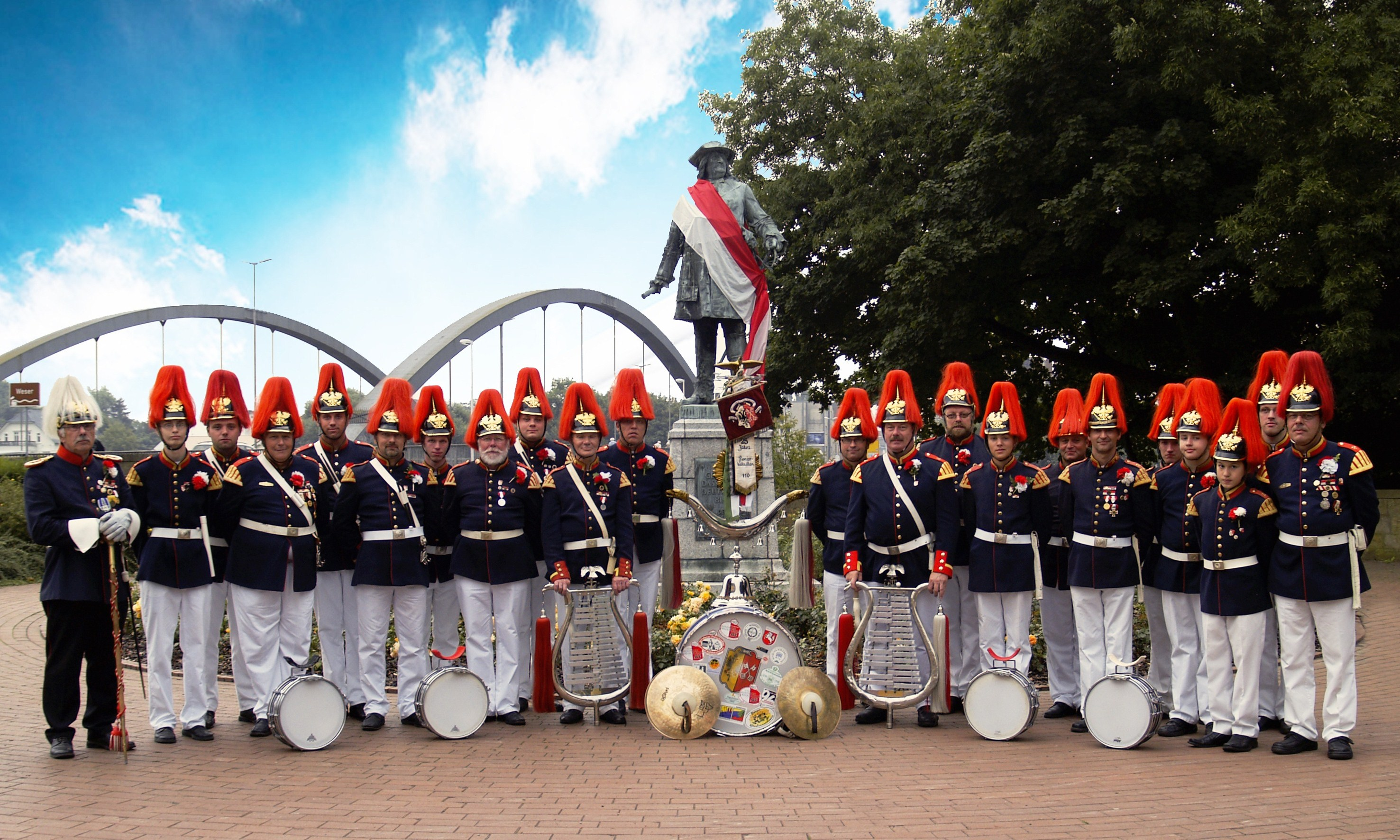
Das Mindener Bürger-Tambourkorps 2010

Das Mindener Bürger-Tambourkorps ist mit dem Mindener Bürgerbataillon durch eine gleich lange Geschichte verbunden. Die Mindener Tamboure haben eine lange Tradition. Sie waren nicht nur beim Mindener Freischießen im Einsatz – vielmehr wurde das Trommeln seit jeher zur Übermittlung von Nachrichten und Befehlen verwendet. Der Zusammenschluss zum Trupp, zum Spiel, zum Tambourkorps oder Spielmannszug ließ sie von der ursprünglichen Nachrichtentruppe zur „Musikalischen Einheit“ werden, die nicht nur bei Ausmärschen den Tritt angab, sondern auch bei vielen geselligen Gelegenheiten zur Freude und Erbauung beitrug. Nach langen Recherchen bei namhaften Spielmannszug- und Landesmusikverbänden in ganz Deutschland stellte sich heraus, dass das Mindener Bürger-Tambourkorps das älteste aktive Tambourkorps Deutschlands ist. Der zweitälteste heute noch aktive Verein geht auf das Jahr 1828 zurück. Diese Einschätzung bestätigt auch der Kulturstaatsminister der Bundesrepublik Deutschland, der sich auf die Liste der Verleihungen der Pro-Musica-Plakette beruft.

### Die Anfänge (1650–1889)

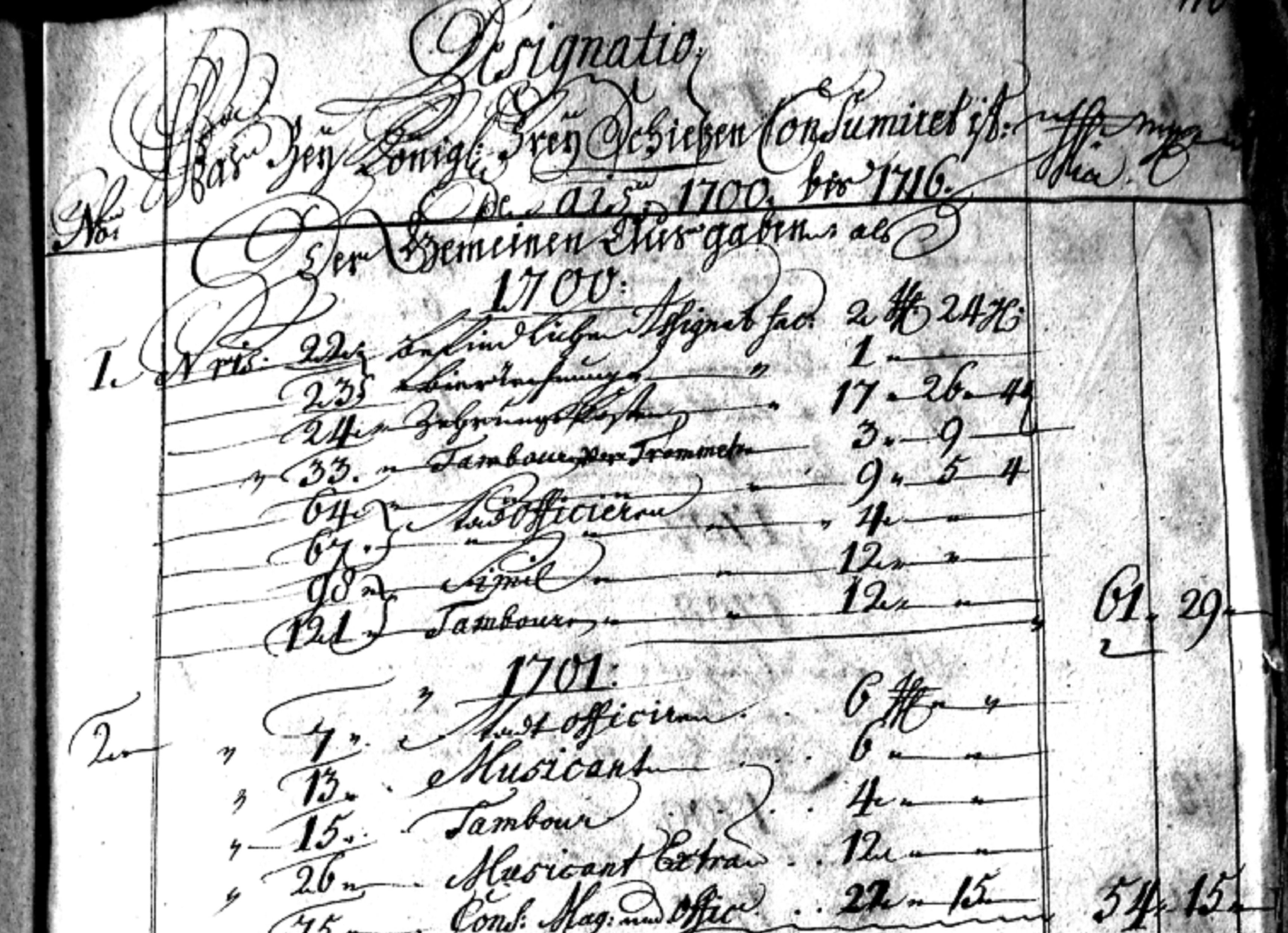
Die Kosten der Tamboure für die Freischießen 1700 und 1701 (Quelle: Kommunalarchiv Minden)

Die Anfänge der Mindener Tambourkorps liegen, wie die des altehrwürdigen Mindener Bürgerbataillons selbst, tief verbogen im Dunkel des Mittelalters. Erste urkundliche Erwähnungen von Mindener Trommeln und Pauken lassen sich im Jahre 1622/1623 finden.
Von den spärlich verfassten Schriftstücken wurden große Teile während des Ersten und Zweiten Weltkrieges vernichtet. Die wenigen noch erhaltenen Dokumente geben dem interessierten Leser jedoch einen Einblick in die Geschichte der Mindener Tamboure. Anfangs bestand der Musikzug nur aus Trommlern und Stadtpfeifern. Immer führten sie das Bataillon mit seinen sechs Kompanien und der Bürger-Eskadron bei seinen Auftritten an. Sie begleiteten die einzelnen Kompanien bei ihren offiziellen Ausmärschen und waren auf dem Festplatz und im Schießgelände im Einsatz.
Auszüge aus Das wehrhafte Minden von Dr. Martin Krieg:
„Bei der Neuorganisation nach dem Dreißigjährigen Krieg wird die Neuaufstellung der Kompanien bald nach 1650 begonnen haben.“ 1652 ist von Trommlern die Rede. Wurde bisher vom reinen Scheibenschießen des Bürgeraufgebotes gesprochen, so wurde es ab 1682 mit einem großen Stadtfest verbunden, wobei zum ersten Mal das Wort „Freischießen“ in der Sitzung von Rat und Stadtvertretung am 23. Juli 1682 im Protokoll auftaucht.
Während der Freischießen waren die Tamboure immer fleißig im Einsatz, was durch die Verteilung der Freischießen-Kosten eindeutig bewiesen werden kann. Einmal heißt es: „Was die Stadt für die Tambours ausgab, ist unbekannt.“ Zum anderen: „Am 17. Juni 1704 um 4 Uhr morgens wurde die Vergatterung geschlagen.“ „Was sie für die Tambours ausgaben, erhielten sie vom Magistrat ersetzt.“
In der Schilderung der ersten Veränderung im Stadtoffizierskorps 1722 heißt es bei der Wahl des Fähnrichs: „Darauf erfolge dann die Vorstellung bei seiner Kompanie. Von dem mittleren Rott mit zwei Tambours wurde die Fahne unter rührendem Spiel herbeigeholt.“
In alten Aufzeichnungen des früheren Stadtmajors Blancke ist festgehalten, dass Anno 1730, den 5. September, die gesamte Bürgerschaft mit klingendem Spiel hinauszog nach dem gewöhnlichen Schießplatz, der „Schweinebruch“ genannt wurde. Von den Tambouren wird namentlich in diesen Aufzeichnungen erstmals aus dem Jahre 1747 berichtet. Damals wurde eine ganz neue Ordnung für Aus- und Einmarsch eingeführt, über die es wie folgt heißt:

„1747, den 21. Juni, war der 15. Ausmarsch. Lieutnant Niehuß, begleitet von 2 Senatoren, trug die silberne Krone.“

Es gingen voraus:
1. die Tamboure und das Musikkorps,
2. der Stadtoffizieren-Diener,
3. vier Fähnrichs mit ihren Espontons paarweise,
4. der begleitete König,
5. die Ordonnanzen mit Gewehr und aufgestochenen Bajonett,
6. der Stadtmajor nebst Adjutanten und
7. die erste, die zweite usw. Kompanie.[2]

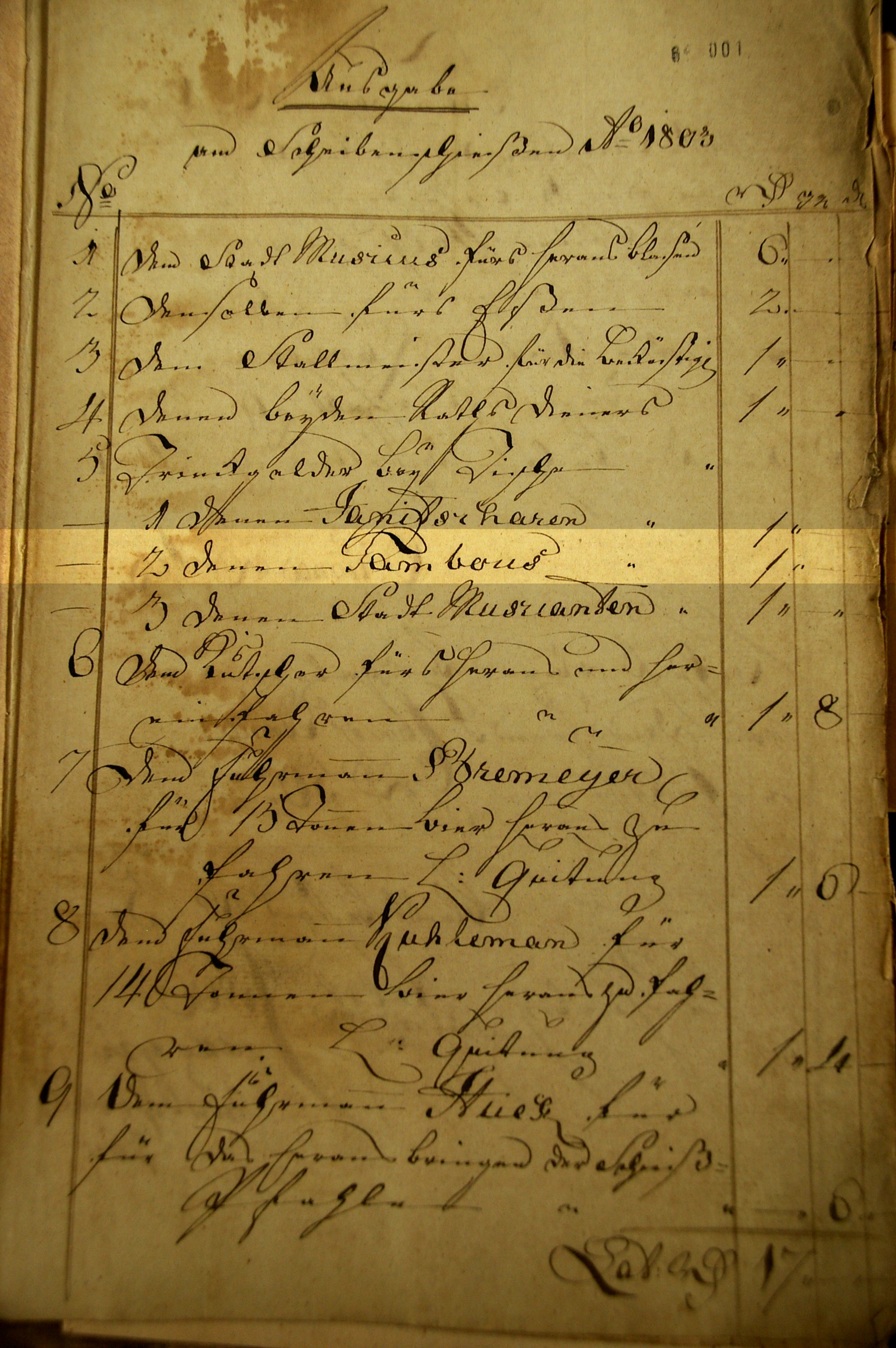
Ausgaben der Stadt Minden aus dem Jahre 1803 (Quelle: Kommunalarchiv Minden)

In der Aufzeichnung des neuen Statuts mit Zehn Artikeln im Juni 1838 wurden u. a. Geldstrafen und die Verwendung der Gelder besprochen: „Denn es war ausdrücklich bestimmt worden, dass das Geld der Offizierskasse nur zur Instandsetzung und Ergänzung des Inventars an … Trommeln usw. gebraucht werden durfte.“
1838 berichtete der Herr Stadtmajor Blanke im Mindener Sonntagsblatt u. a.: „Als Insignien des Bürgerbataillons werden außer den Kronen auch die sechs Taftenen Fahnen, eine Standarte, sechs kleine Feldfahnen, fünf messingne Trommeln,eine hölzerne Trommel und drei eiserne Kronen benannt“.
1867 gab es wohl eine Meuterei wegen der Rechtmäßigkeit der Könige. Nach der Wahl eines Gegenkönigs hieß es:
„… und führten ihn unter dem Vortritt der ebenfalls meuternden Trommler in die Stadt.“
Aus dem Statut für die Bürger Companien in der Stadt Minden vom 14. May 1868: Unter Punkt 28: „Am Abend vor dem Preisschießen wird Zapfenstreich und morgens am Tage des Preisschießens Reveille und darauf Generalmarsch geschlagen …“ Unter Punkt 35: „Die übrigen Kosten des Festes für … die Trommler fallen der Kämmereikasse zur Last …“

### Vor und nach den Weltkriegen (1890–1945)

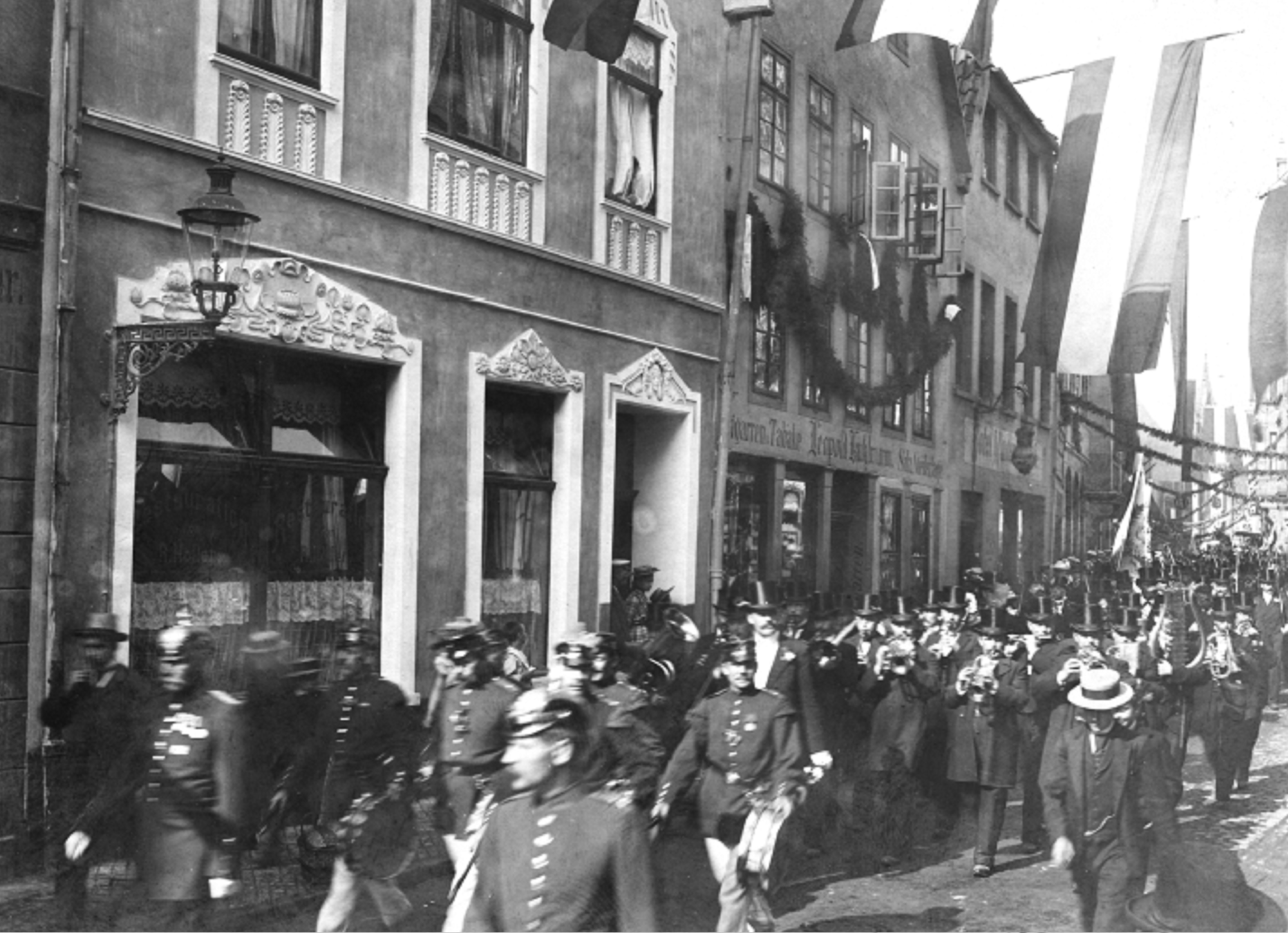
Das Tambourkorps 1898 auf dem Mindener Markt

In einem Auszug aus einem Tagesbefehl von 1892 heißt es: „Zur Begleitung der Compagnie-Wachen werden nur die sechs Tambours des betreffenden Bataillons zu dem die wachthabende Compagnie gehört, genommen, die hierfür eine Zahlung von je 1 Mark zu fordern haben. Außerdem erhält der Tambour-Unteroffizier 2 Mark und der auf der Wache bleibende Tambour der Compagnie je 1 Mark extra. Der Musik und den Tambours ist bei hoher Strafe aufs Strengste untersagt, beim Hereinmarsch der Wachen weiter als bis vor das Rathaus zu spielen, resp. zu trommeln
(Siehe meinen Bataillons-Befehl vom 10. Juli 1886) Minden, den 26. Mai 1892,
Der Stadtmajor Gustav Bruns“.

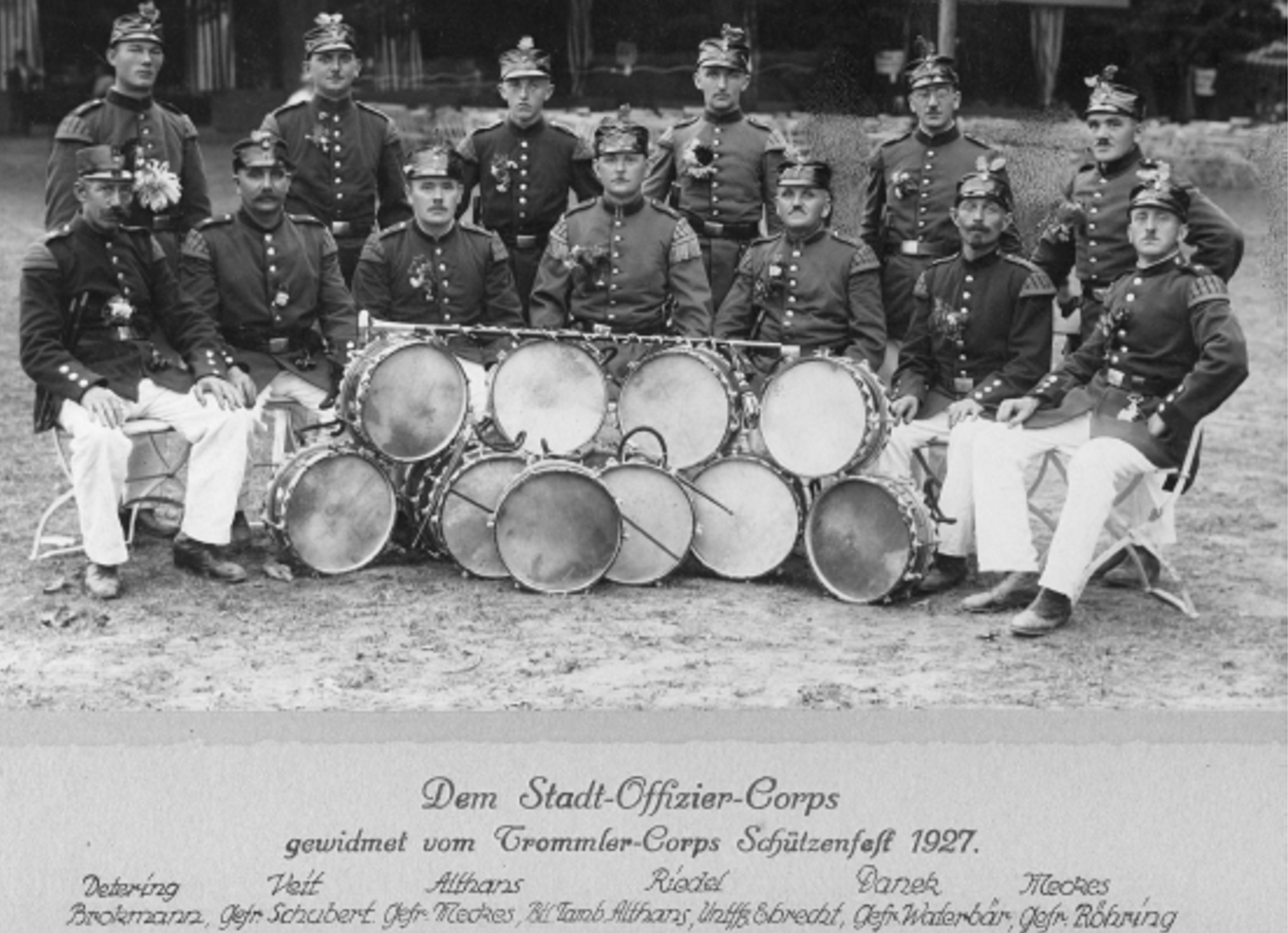
Das Mindener Tambourkorps im Jahre 1927

1927 konnte das erste Freischießen nach dem Ersten Weltkrieg wieder begangen werden. Aus dem Tagesbefehl für das Mindener Freischießen 1927:
- 6. Am Abend des 2. August 7:00 Uhr wird der Zapfenstreich durch die ganze Stadt, Fischerstadt und Neustadt geschlagen am Rathaus angefangen.
- Am 3. August morgens 41/2 Uhr wird die Reveille, wie am Abend der Zapfenstreich und um 6 Uhr der Generalmarsch geschlagen, wobei einzelne Tambours in die entlegenen Stadtteile, die Fischerstadt und Neustadt entsandt werden.
- 8. Um 7 Uhr holt die 6. Kompanie mit dem Musikkorps des 6. Preußischen Pionier Bataillons und sechs städtischen Tambours die Könige, die Herren Fentz und Welp, ab.
- Das 1. Bataillon erhält die Musik des 6. preußischen Pionierbataillons und 6 städtische Tambours, mit dem Bataillons-Tambour Althans, das 2. Bataillon die Musik der ehemaligen Militärmusiker und 6 städtische Tambours.
- 11. Nach dem Vorbeimarsch wird am Aufgang zum Simeonsplatz haltgemacht, damit die Spielleute wieder die Spitze einnehmen können.
- 28. (Nächtlicher Hereinmarsch) „Zur Begleitung der Kompanie-Wachen werden 12 Tambours kommandiert.“

### Umbruch und Modernisierung (1950–1993)
Im Jahre 1950, dem ersten Freischießen nach dem Zweiten Weltkrieg, waren es der Tambourmajor Heinrich Althans und die Tamboure Albert Detering sen., Fritz Türbsch, Karl Türbsch, Karl Baumgarten, August Meckes und Wilhelm Röhring, die als Trommler an der Spitze des großen Festzuges marschierten. Vier Jahre später führten bereits wieder zwölf Männer das Bataillon an. Damals übte man für diese Auftritte noch nicht so lange wie heute. Nur sechs Wochen vor Beginn des Freischießens trafen sich die Trommler am heutigen Pionierübungsplatz zum Üben unter einer alten Trauerweide. Diese Trauerweide bekam sehr bald den Beinamen „Wacholderbaum“, denn neben dem „Knüppeln“, wie allgemein das Üben genannt wurde, wurde auch kräftig Wacholder gebechert.
In einem Antrag machte 1967 Tambourmajor Helmut Türbsch dem amtierenden Stadtmajor Kemena den Vorschlag zur Erweiterung des Trommlerkorps zum Spielmannszug. Der Stadtmajor war begeistert und sagte schriftlich am 5. Oktober 1967 seine volle Unterstützung zu. In den folgenden Monaten hatte Tambourmajor Helmut Türbsch alle Hände voll zu tun, um Flötisten auszubilden und auch die Instrumente Pauke und Becken zu besetzen. Üben war angesagt, und von nun an traf man sich ein- bis zweimal wöchentlich, um den Leistungsstand zu erreichen, den das Bürgerbataillon von seinem Spielmannszug erwartete. 1968 war es dann so weit: Bei der Zeltabnahme zum Freischießen traten die Spielleute mit großem Lampenfieber zum ersten Mal auf. Der Erfolg war umwerfend. Das Bataillon stiftete seinem Tambourkorps einen Schellenbaum, und der ehemalige Bürgermeister Werner Pohle steuerte noch ein passendes Banner dazu bei.
Am 10. April 1981 fand in der Gaststätte zur Nordbrücke eine außergewöhnliche Versammlung statt, mit dem Zweck, das Tambourkorps als eingetragenen Verein mit Satzung zu führen. Dies geschah in der Absicht, minderjährigen Kameraden, die noch nicht dem Bürgerbataillon angehören konnten, eine vereinsrechtliche Heimat zu geben. Außerdem wollte man den Status der Gemeinnützigkeit erlangen.
1982 gab es eine kleine Sensation beim Mindener Freischießen: erstmals seit 300 Jahren war ein Tambour unter den Königen: Sergeant Olaf Zander.

## Uniform und Dienstgrade
Die Uniform, den Tambouren des Grenadier-Regiments „Fridericus Rex“ nachempfunden, besteht aus weißer Hose, blauem Rock, weißem Koppelzeug, beiderseits an den Schulterstücken Schwalbennester; als Kopfbedeckung wird die Pickelhaube mit rotem, der Tambourmajor mit weißem Haarbusch getragen.
- Unteroffizier – Goldene Litze an Kragen und Ärmelaufschlägen
- Sergeant – Litze wie Unteroffizier, rechts und links am Kragen je ein Messingknopf mit Preußenadler
- Vizefeldwebel – Litze wie Unteroffizier, rechts und links am Kragen je zwei Messingknöpfe mit Preußenadler
- Feldwebel – Litze wie Unteroffizier mit einer zusätzlichen Litze oberhalb der Ärmelaufschläge, rechts und links am Kragen je ein Messingknopf mit Preußenadler
- Tambourmajor – Litze und Knöpfe wie Feldwebel, betresste Schwalbennester[6]

## Kompanie-Führung

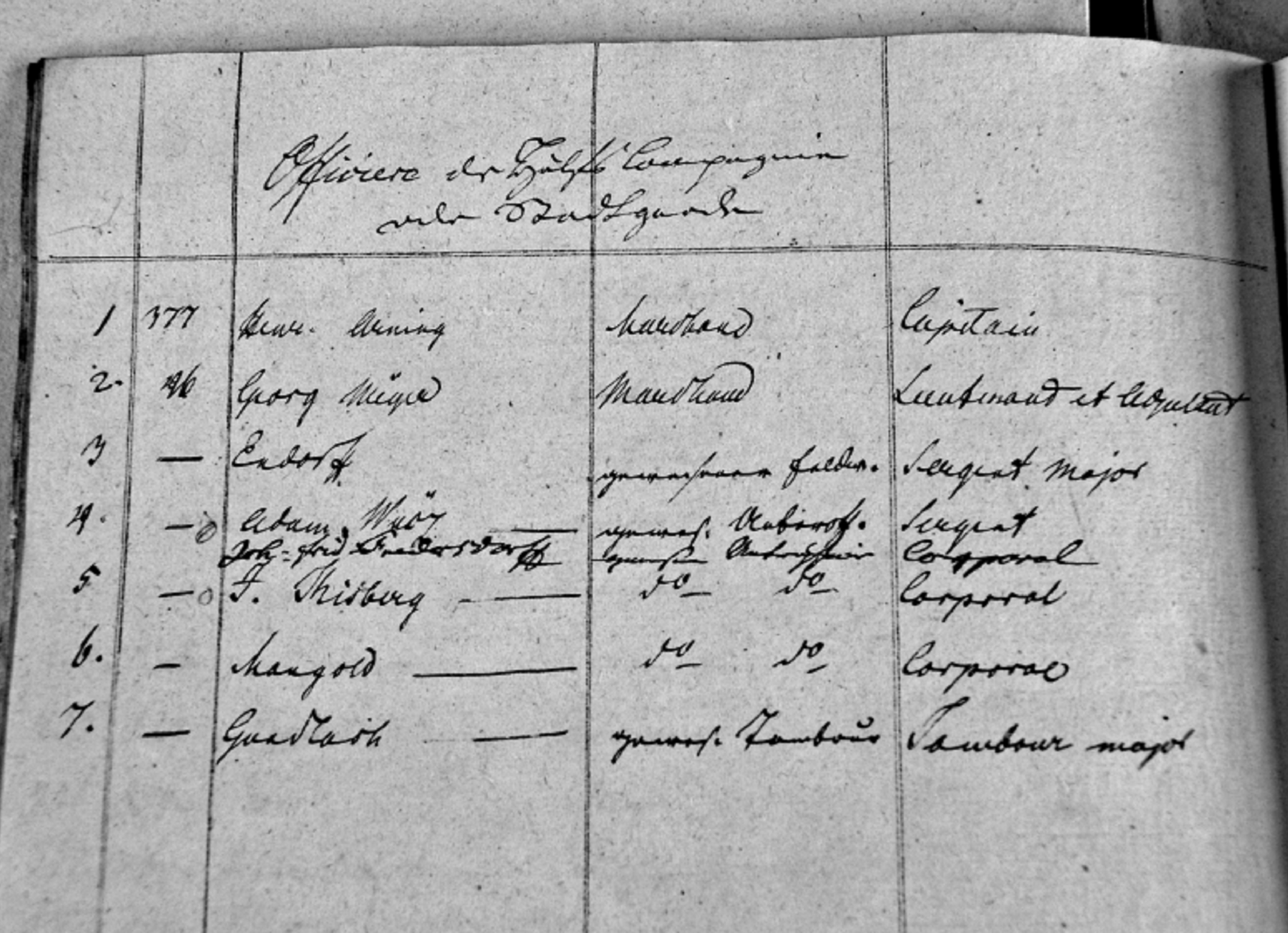
Dokument aus dem Jahre 1807: Unter Punkt 7: Tambourmajor Gundlach (Quelle: Kommunalarchiv Minden)

Das Tambourkorps wird aktuell von Tambourmajor Karl-Emil „Mücke“ Zander und Feldwebel & Korps-Feldwebel Olaf Zander geleitet.
Von den früheren Tambourmajoren konnten namentlich folgende Personen in den Unterlagen gefunden werden:
- Tambourmajor Gundlach, 1801 erstmals genannt.
- Tambourmajor Karcher, 1828 erstmals genannt.
- Tambourmajor Lübker, 1862–1869
- Tambourmajor Klinke, 1869–1873
- Tambourmajor Busse, 1873–1880
- Tambourmajor Kastell, Spitzname „Niezufrieden“, 1880–1904
- Tambourmajor Hegerding, 1904–1906
- Tambourmajor Hoffmann, 1906–1927
- Tambourmajor Heinrich Althans, 1927 bis 23. August 1956
- Tambourmajor Helmut Türbsch, September 1956 bis 10. September 1982
- Tambourmajor Harald Türbsch, 10. September 1982 bis 28. Januar 1993
- Tambourmajor Karl Emil Zander, Spitzname „Mücke“, 28. Januar 1993 bis 30. März 2012
- Tambourmajor Patrick Zander, seit dem 30. März 2012[1]

## Auszeichnungen
Die Kameraden des Tambourkorps werden für ihre treuen Dienste mit dem Tambour-Ehrenzeichen ausgezeichnet. Das Ehrenzeichen wird in drei Klassen verliehen: Eichenkranz in Bronze für 5-jährige Mitgliedschaft, Eichenkranz in Silber für 10-jährige Mitgliedschaft, Eichenkranz in Gold für 15-jährige Mitgliedschaft.
Neben zahlreicher Anerkennungen durch die Mitglieder des Bürgerbataillons und vieler Mindener Bürger haben immer wieder Freunde und Förderer oft still und ungenannt mit zum Teil namhaften Spenden die Tamboure unterstützt. Nur so war es möglich, dringend benötigte Instrumente und Uniformgegenstände anzuschaffen und das Korps so auf den hohen Stand zu bringen, den es heute hat. Aber auch unter den Spielleuten selbst zeichneten sich Kameraden durch besonderes Engagement und Aktivität aus.
Auf Anregung eines langjährigen Mitgliedes „Fitti“ Köpper, wurde eine von ihm entworfene Verdienstmedaille eingeführt um diese als sichtbaren Ausdruck des Dankes zu übergeben. Die Verdienstmedaille wurde in den Stufen „Silber“ und „Gold“ aufgelegt und wird nur ganz gezielt und sparsam überreicht. An Nichtmitglieder darf sie nur einmal alle zwei Jahre anlässlich des Freischießens, dann zunächst in „Silber“ verliehen werden.
Eine „klingende Verdienstmedaille“, einen eigenen Marsch, bekommt auch ein Stadtmajor nicht alle Tage. Mit dieser „Ehrung“, von dem all’ seine Nachfolger noch profitieren werden, geht Oberstleutnant Fritz Hollo in die Geschichte des Mindener Bürgerbataillons ein. Ehren-Tambourmajor Helmut Türbsch stellte am 10. Juli 1986 beim Appell der Tamboure anlässlich des Freischießens seinen in aller Stille komponierten Marsch des Stadtmajors erstmals öffentlich vor. Seitdem werden die Freischießen mit dem Marsch des Stadtmajors eröffnet.

## Tambourkorps heute

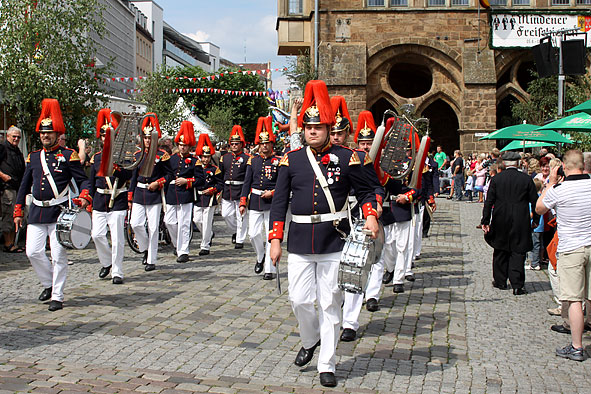
Das Mindener Bürger-Tambourkorps auf dem Marktplatz während des Mindener Freischießens 2010

Seitdem im Jahre 1993 Karl-Emil Zander zum Tambourmajor ernannt wurde, prägten einschneidende Veränderungen das Vereinsleben des Tambourkorps.
Tambourmajor Zander setzte sich für eine Verselbstständigung der Tamboure ein und so gelang es ihm, das Tambourkorps wirtschaftlich nahezu unabhängig vom Mindener Bürgerbataillon zu machen. Die Position des betreuenden Offiziers einer externen Einheit des Bürgerbataillons wurde 1997 auf Wunsch der Tamboure vollständig aufgegeben – Einheitschef war von nun an der Tambourmajor. Gleichzeitig wurden die Tamboure auch als vollwertige Einheit in die Statuten des Mindener Bürgerbataillons eingetragen und erhielten somit auch ein vollständiges Stimmrecht bei Vorstandsversammlungen.
Heutzutage besteht das Tambourkorps aus etwa 30 Mitgliedern. Preußische Traditionsmärsche bilden heute das Gros im Repertoire des Klangkörpers. Neben den Traditionsmärschen gehören auch Eigenkompositionen und Werke berühmter Komponisten zum musikalischen Angebot des Tambourkorps. Auch der große Zapfenstreich wird regelmäßig bei besonders feierlichen Anlässen aufgeführt.
Prägend für die Arbeit ist seit jeher das Mindener Freischießen, das bedeutendste Fest in der Region Minden-Lübbecke. Als 8. Einheit des Mindener Bürgerbataillons ist das Tambourkorps ein zentraler Bestandteil dieser Großveranstaltung, die stets zehntausende Menschen von Nah und Fern in die ehemalige Garnisonsstadt zieht.
Die Mindener Tamboure sind weit über die Stadtgrenzen hinaus bekannt. Zahlreiche Veranstalter und Vereine buchen das Tambourkorps für ihre Veranstaltungen und Feste.
Die 750-Jahr-Feier der Stadt Berlin, die Einweihung des Lufthansa-Jets „Minden“, das 50-jährige Bestehen des Landes Nordrhein-Westfalen oder die 250-Jahr-Feier der Schlacht bei Minden sind nur die wichtigsten Stationen der vergangenen Jahre.
Neben der neusten, alltäglichen Vereinsarbeit spielt die ab dem 21. Jahrhundert gepflegte Patenschaft zur Bundeswehr am Standort Minden eine wichtige Rolle. Die Patenschaft zu den stationierten Pioniere des 5. schweren Pionierbataillons 130 der Pionierbrigade 100, heute unter Führung von Hauptmann Meyer, zeugt seit dem Jahre 2004 von einer beispiellosen Zusammenarbeit zwischen gemeinnützigen Vereinen, der Bürgerschaft und der Bundeswehr.
Am 30. März 2012 übernahm Tambourmajor Patrick Zander das Mindener Bürger-Tambourkorps als Einheitschef.